# Humboldt (Nebraska)
Humboldt is een plaats (city) in de Amerikaanse staat Nebraska, en valt bestuurlijk gezien onder Richardson County.

## Demografie
Bij de volkstelling in 2000 werd het aantal inwoners vastgesteld op 941. In 2006 is het aantal inwoners door het United States Census Bureau geschat op 845, een daling van 96 (-10,2%).

## Geografie
Volgens het United States Census Bureau beslaat de plaats een oppervlakte van 3,5 km², geheel bestaande uit land. Humboldt ligt op ongeveer 312 m boven zeeniveau.

## Plaatsen in de nabije omgeving
De onderstaande figuur toont nabijgelegen plaatsen in een straal van 20 km rond Humboldt.